# Falamya
Falamya, en arabe : فَالمِية, est un village du gouvernorat de Qalqilya en Palestine.
Selon le recensement du bureau central palestinien des statistiques, la localité compte une population de 757 habitants en 2017.